# Jonathan Trumbull, Jr.
Jonathan Trumbull, Jr., född 26 mars 1740 i Lebanon, Connecticut, död där 7 augusti 1809, var en amerikansk politiker (federalist). Han var den andra talmannen i USA:s representanthus 1791-1793.
Fadern Jonathan Trumbull var både den sista guvernören i kolonin Connecticut och den första guvernören i delstaten Connecticut.
Trumbull var ledamot av representanthuset 1789-1795. Han var talman i den andra kongressen. Därefter var han ledamot av USA:s senat för Connecticut 1795-1796. Han avgick från senaten för att tillträda som viceguvernör i Connecticut. Efter ett år som viceguvernör tillträdde han som guvernör när Oliver Wolcott avled i ämbetet.
Han var den femte guvernören i delstaten Connecticut 1797-1809. Han omvaldes elva gånger och avled i ämbetet.